# Nivel de convección libre

Diagrama que muestra la trayectoria de una parcela de aire cuando se eleva a lo largo de BCE en comparación con la masa de aire circundante Temperatura (T) y humedad (Tw); ver Energía potencial convectiva disponible

El nivel de convección libre (LFC) es la altitud en la atmósfera donde una parcela de aire se eleva adiabáticamente hasta que la saturación se vuelve más cálida que el ambiente al mismo nivel, de modo que la flotabilidad positiva puede iniciar una convección autosostenida.

## Encontrar el LFC
La forma habitual de encontrar el LFC es elevar una parcela desde un nivel inferior a lo largo del gradiente adiabático seco hasta que cruce la línea de relación de mezcla saturada de la parcela: este es el nivel de condensación elevado (LCL). A partir de ahí, siga el gradiente adiabático húmedo hasta que la temperatura de la parcela alcance la temperatura de la masa de aire, en el nivel de equilibrio (EL). Si la temperatura de la parcela a lo largo de la adiabática húmeda es más cálida que la del ambiente en una mayor elevación, se ha encontrado el LFC.

## Uso
Dado que el volumen de la parcela es mayor que el aire circundante después de LFC según la ley de los gases ideales (PV = nRT), es menos denso y se vuelve flotante aumentando hasta que su temperatura (en EL) iguala la masa de aire circundante. Si la masa de aire tiene uno o más LFC, es potencialmente inestable y puede dar lugar a nubes convectivas como cúmulos y tormentas eléctricas.
Desde el nivel de convección libre hasta el punto donde la porción ascendente vuelve a ser más fría que su entorno, el nivel de equilibrio (EL), cualquier porción de aire gana energía cinética que se calcula mediante su energía potencial convectiva disponible (CAPE), lo que da el potencial de clima severo.